# Драбівська селищна рада
Дра́бівська се́лищна ра́да — адміністративно-територіальна одиниця та орган місцевого самоврядування у Драбівському районі Черкаської області. Адміністративний центр — селище міського типу Драбів.

## Загальні відомості
- Населення ради: 6 838 осіб (станом на 1 січня 2011 року)

## Населені пункти
Селищній раді підпорядковані населені пункти:
- смт Драбів

## Склад ради
Рада складається з 30 депутатів та голови.
- Голова ради: Хмара Василь Іванович
- Секретар ради: Власенко Леонід Володимирович

### Керівний склад попередніх скликань
| Прізвище, ім'я, по батькові | Основні відомості                                                         | Дата обрання | Дата звільнення |
| --------------------------- | ------------------------------------------------------------------------- | ------------ | --------------- |
| Осадчий Іван Васильович     | Селищний голова, 1948 року народження, член Соціалістичної партії України | 26.03.2006   | 31.10.2010      |
| Хмара Василь Іванович       | Селищний голова, 1961 року народження, освіта вища, безпартійний          | 31.10.2010   |                 |

Примітка: таблиця складена за даними сайту Верховної Ради України

### Депутати
За результатами місцевих виборів 2010 року депутатами ради стали:

#### За суб'єктами висування
| Суб'єкт висування                                       | Кількість обраних депутатів | %    |
| ------------------------------------------------------- | --------------------------- | ---- |
| Самовисування                                           | 29                          | 96,7 |
| Політична партія Всеукраїнське об'єднання «Батьківщина» | 1                           | 3,3  |

#### За округами
| № округу                                                | Прізвище, ім'я, по батькові     | Дата визнання обраним | Освіта             | Партійна приналежність                        | Відомості про обраного депутата                                           |
| ------------------------------------------------------- | ------------------------------- | --------------------- | ------------------ | --------------------------------------------- | ------------------------------------------------------------------------- |
| Політична партія Всеукраїнське об'єднання «Батьківщина» |                                 |                       |                    |                                               |                                                                           |
| 14                                                      | Чижик Микола Іванович           | 01.11.2010            | середня спеціальна | член Всеукраїнського об'єднання «Батьківщина» | ПП «Вікторія», директор                                                   |
| Самовисування                                           |                                 |                       |                    |                                               |                                                                           |
| 1                                                       | Радченко Василь Олександрович   | 01.11.2010            | середня            | член Соціалістичної партії України            | тимчасово не працює                                                       |
| 2                                                       | Белих Віталій Васильович        | 01.11.2010            | вища               | член Партії регіонів                          | Відділ освіти Драбівської РДА, спеціаліст                                 |
| 3                                                       | Коваленко Галина Василівна      | 01.11.2010            | середня            | позапартійна                                  | приватний підприємець                                                     |
| 4                                                       | Фурса Петро Васильович          | 01.11.2010            | середня            | позапартійний                                 | Податкова інспекція у Драбівському районі, охоронець                      |
| 5                                                       | Сакун Раїса Олексіївна          | 01.11.2010            | середня спеціальна | позапартійна                                  | Драбівська селищна рада, техпрацівник                                     |
| 6                                                       | Кир'ян Світлана Володимирівна   | 01.11.2010            | середня спеціальна | член Партії регіонів                          | Драбівська ЦРЛ, старша медична сестра хірургічного відділення             |
| 7                                                       | Носенко Софія Сергіївна         | 01.11.2010            | вища               | член Партії регіонів                          | Служба у справах дітей Драбівської РДА, головний спеціаліст               |
| 8                                                       | Солопенко Сергій Петрович       | 01.11.2010            | вища               | член Партії регіонів                          | Відділ ведення Державного реєстру виборців Драбівської РДА, спеціаліст    |
| 9                                                       | Кроленко Віталій Борисович      | 01.11.2010            | середня            | позапартійний                                 | приватний підприємець                                                     |
| 10                                                      | Пінчук Тамара Данилівна         | 01.11.2010            | середня            | позапартійна                                  | Драбівська селищна рада, спеціаліст                                       |
| 11                                                      | Радченко Володимир Петрович     | 01.11.2010            | вища               | член Партії регіонів                          | Драбівський РЕМ, заступник директора з енергозбуту та комерційних питань  |
| 12                                                      | Паляничка Олена Дмитрівна       | 01.11.2010            | вища               | член Партії регіонів                          | Драбівська ЦРЛ, заступник головного лікаря                                |
| 13                                                      | Бондар Лариса Миколаївна        | 01.11.2010            | вища               | член Української партії «Єдність»             | Управління пенсійного фонду, начальник персоніфікованого відділу          |
| 15                                                      | Зайцева Катерина Петрівна       | 01.11.2010            | вища               | член Партії регіонів                          | Відділ статистики у Драбівському районі, начальник                        |
| 16                                                      | Солодкий Іван Володимирович     | 01.11.2010            | вища               | позапартійний                                 | тимчасово не працює                                                       |
| 17                                                      | Бзенко Вадим Петрович           | 01.11.2010            | вища               | член Партії регіонів                          | Драбівський РЕМ, директор                                                 |
| 18                                                      | Байда Віталій Кіндратович       | 01.11.2010            | вища               | позапартійний                                 | Драбівське відділення АТ ЧОД «Райффайзен Банк Аваль», водій               |
| 19                                                      | Шевчук Юрій Петрович            | 01.11.2010            | вища               | член Партії регіонів                          | Фізкультурно-оздоровчий клуб «Колос», директор                            |
| 20                                                      | Плічко Григорій Іванович        | 01.11.2010            | вища               | член Партії регіонів                          | приватний підприємець                                                     |
| 21                                                      | Байда Віталій Віталійович       | 01.11.2010            | вища               | позапартійний                                 | приватний підприємець                                                     |
| 22                                                      | Телепа Олег Андрійович          | 01.11.2010            | вища               | член Партії регіонів                          | Драбівський райвідділ ЧРФ «Центр ДЗК», начальник                          |
| 23                                                      | Зінченко Олексій Федорович      | 01.11.2010            | середня спеціальна | позапартійний                                 | Драбівське КП «Агропромбуд», головний механік                             |
| 24                                                      | Новак Анатолій Олександрович    | 01.11.2010            | вища               | позапартійний                                 | Відділ ЖКГ Драбівської РДА, начальник                                     |
| 25                                                      | Мальцева Людмила Іванівна       | 15.11.2010            | вища               | член Партії регіонів                          | Відділ регонального розвитку і містобудування Драбівської РДА, начальник  |
| 26                                                      | Півторацький Іван Володимирович | 01.11.2010            | вища               | член Партії регіонів                          | КП «Драбівські теплові мережі», інженер                                   |
| 27                                                      | Власенко Леонід Володимирович   | 01.11.2010            | вища               | член Партії регіонів                          | Відділ з питань фізичної культури та спорту Драбівської РДА, начальник    |
| 28                                                      | Красоха Ольга Сергіївна         | 01.11.2010            | вища               | член Партії регіонів                          | Відділ ведення Державного реєстру виборців Драбівської РДА, начальник     |
| 29                                                      | Жадан Вадим Володимирович       | 01.11.2010            | вища               | позапартійний                                 | Драбівська селищна рада, працівник з військового обліку                   |
| 30                                                      | Рудик Людмила Михайлівна        | 01.11.2010            | вища               | член Партії регіонів                          | Драбівська загальноосвітня школа гімназія ім. С. В. Васильченка, директор |